# Ansted
Ansted is een plaats (town) in de Amerikaanse staat West Virginia, en valt bestuurlijk gezien onder Fayette County.

## Demografie
Bij de volkstelling in 2000 werd het aantal inwoners vastgesteld op 1576.
In 2006 is het aantal inwoners door het United States Census Bureau geschat op 1594, een stijging van 18 (1,1%).

## Geografie
Volgens het United States Census Bureau beslaat de plaats een oppervlakte van
4,3 km², geheel bestaande uit land. Ansted ligt op ongeveer 402 m boven zeeniveau.

## Plaatsen in de nabije omgeving
De onderstaande figuur toont nabijgelegen plaatsen in een straal van 20 km rond Ansted.